# Olivier Masurel
Olivier Masurel (Bayona, Francia, 1980 - Alcázar de San Juan, España, 5 de mayo de 2024) fue un piloto acrobático hispano-francés, campeón de España de vuelo libre, subcampeón del mundo por equipos con Equipo Nacional de Vuelo Acrobático español y bronce mundial en la categoría de vuelo libre.
Formó parte del equipo acrobático francés de 2007 a 2019 y del Equipo Nacional de Vuelo Acrobático español desde 2022.
El 5 de mayo de 2024, cuando volvía de participar en el Festival Aéreo de San Javier, su avión, un Extra 300, chocó con un buitre, lo que hizo que se perdiese el control del avión e impactará contra el suelo.